# Curling ai XVIII Giochi olimpici invernali
Ai XVIII Giochi olimpici invernali del 1998 di Nagano (Giappone), vennero disputati due tornei di curling, maschile e femminile.

## Torneo maschile
| Posizione | Nazione  | Atleti                                                                          |
| --------- | -------- | ------------------------------------------------------------------------------- |
| 1         | Svizzera | Patrick Hürlimann Patrik Lörtscher Daniel Müller Diego Perren Dominic Andres    |
| 2         | Canada   | Mike Harris Richard Hart Collin Mitchell George Karrys Paul Savage              |
| 3         | Norvegia | Eigil Ramsfjell Jan Thoresen Stig-Arne Gunnestad Anthon Grimsmo Tore Torvbråten |

## Torneo femminile
| Posizione | Nazione   | Atlete                                                                                 |
| --------- | --------- | -------------------------------------------------------------------------------------- |
| 1         | Canada    | Sandra Schmirler Jan Betker Joan McCusker Marcia Gudereit Atina Ford                   |
| 2         | Danimarca | Helena Lavrsen Margit Pörtner Dorthe Holm Trine Qvist Jane Bidstrup                    |
| 3         | Svezia    | Elisabet Gustafson Katarina Nyberg Louise Marmont Elisabeth Persson Margaretha Lindahl |